# Fontaine de la Spinacorona
La fontaine de la Spinacorona (en italien : Fontana della Spinacorona), vulgairement connue sous le nom de Fontana delle Zizze (fontaine des Seins), est une ancienne fontaine, située contre un mur de la Chiesa di Santa Caterina della Spina Corona (it) dans le centre historique de Naples.

## Historique
Ses origines sont incertaines. Sa présence est attestée pour la première fois dans un document de 1498 relatif à la distribution de l'eau dans la ville : la Platea delle acque. Elle a été restaure et modifiée à la demande du vice-roi Pierre Álvarez de Tolède sur la base d'un projet de Giovanni da Nola de la première moitié du XVIe siècle, comme en témoigne la présence des armoiries de Charles Quint.

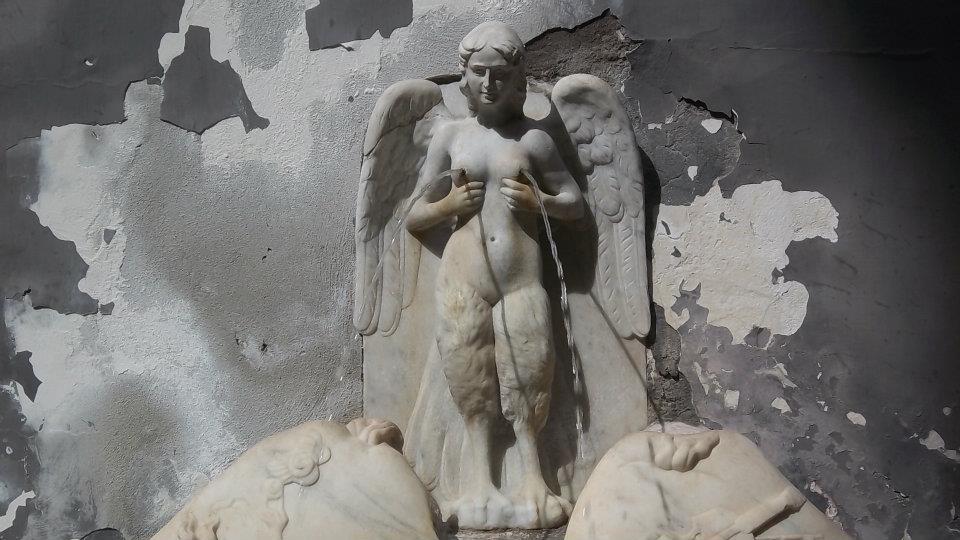
Détail de la Parthénope

L'œuvre sculpturale témoigne du passage des goûts médiévaux aux premières formes et décorations baroques. Le sujet principal est la sirène (icône mythologique de Naples) qui s'apprête à éteindre les flammes du volcan Vésuve (qui n'est plus intact) avec l'eau qui coule de ses seins (tout est expliqué dans une plaque de marbre avec la gravure Dum Vesevi Syrena Incendia Mulcet) : la représentation indique que la beauté de Naples empêche le Vésuve de la submerger dans ses flammes. La statuette originale de la sirène des années 1920 est conservée au Musée San Martino, tandis qu'en remplacement se trouve une copie identique, reproduite et sculptée par Achille D'Orsi. Le riche bassin rectangulaire en marbre blanc est agrémenté de hauts reliefs, de guirlandes et d'autres armoiries du vice-roi. Il est couronné par la représentation du Vésuve et de la sirène Parthénope.

## Liens connexes
- Liste des fontaines de Naples
- Sites archéologiques de Naples